# San Esteban de Uvierzo

San Esteban de Uvierzo o simplemente Uvierzo es un despoblado español perteneciente al municipio de Cármenes, en la comarca de Los Argüellos, al norte de la provincia de León, comunidad autónoma de Castilla y León. Se halla despoblado desde el siglo XV.
Fue un lugar de gran importancia durante la Edad Media ya que durante la creación de los concejos, en este caso del de los Argüellos, fue el lugar en el que se celebraba el Gran Concejo del Arbolio, nombre primitivo de esta comarca. En torno a los siglos IX, X, XI y XII encontramos ya breves referencias al primitivo Concejo del Arbolio, entidad a la que perteneció este pueblo de Uvierzo. Situando la localidad en torno al castro que lo circuye, se ven todavía sutilmente los paramentos de su antigua iglesia parroquial, abriendo el camino de la Collada de Uvierzo, conocida antaño por algunos como la Collada del Coto, que sería el lugar de reunión para los jueces de los Argüellos de este gran concejo.

## Toponimia
El apelativo de Uvierzo tiene su origen de la palabra latina de aquavergium por la unión de aqua y vergo, que aparte de significar presa para el riego, es un apelativo para localidades divisorias hidrográficamente como es este caso pues que de aquí nacen los arroyos de agua que vierten al río Curueño y el río Valverdín. Esta iniciaría derivando en su voz primitiva como aguaverci (aguas vertientes).
La primera aparición de este topónimo se encuentra en el documento nº 587 del Archivo Catedralicio de León del año 999 que se utiliza para localizar este poblado con el nombre de Sancte Steuan de Ugerzo, remarcado geográficamente por un alto llano conocido como Collada de Uvierzo
La sucesión se cree que pudo ser tal que:

Aquavergium > Aguaverci > Aquoverzo > Uguverço > [oubjerzo/uubjerzo] > Ovierzo > Uvierzo

Tanto la toponimia como la tradición oral o la documentación escrita, nos permite situar perfectamente esta localidad en un mapa, entre la división orográfica de los ríos Valverdín y Curueño (donde aparece más tempranamente mencionado como Curonnio). Los datos toponímicos nos permiten situar con mayor exactitud esta localidad, encontrándose los parajes de Los Praos de Uvierzo, Val d'Uvierzo, La Vega de Uvierzo o el El Zumbo de Uvierzo, aunque, sin duda, es la documentación medieval y moderna la que nos confirma la existencia de este lugar a lo largo de seis siglos.
Según algunos estudiosos del entorno como Miguel Ángel Fierro, el nombre de este poblado proviene del visigótico Fudo Wierzo.

## Geografía

### Ubicación
| Noroeste: Pontedo | Norte: Canseco | Noreste: Redilluera (Valdelugueros)       |
| Oeste: Genicera   |                | Este: Valverde de Curueño (Valdelugueros) |
| Suroeste Tabanedo | Sur: Rodillazo | Sureste: Correcillas (Valdepiélago)       |

Terrenos de Sancenas

El antiguo poblado de Uvierzo se encuentra en el llamado Vallico; valle que aglomera los pueblos de Valverdín, Pedrosa, Lavandera y Genicera, siendo este despoblado el último del valle; todos estos dentro de la reserva de la biosfera de Los Argüellos. Su territorio iba desde el Pico Cabañas o Pico Cabanas, uno de los picos más altos de esta zona que se encuentra en El Gorbizalón, con una altura de 1909 m s. n. m. hasta los parajes de Sancenas.
Actualmente, el despoblado de San Esteban de Uvierzo se encuentra en el concejo de Genicera, del municipio de Cármenes.

## Historia

Reconstrucción de la temperatura en los últimos 2000 años. Se observa la Pequeña Edad de Hielo, causante según la hipótesis de la desaparición de este poblado

Un estudio iniciado por la Universidad de León en los años 80 pero que no se llevó a cabo por falta de medios, dejó ciertas hipótesis que podrían pasar por ciertas de que el pueblo fuese abandonado por causas que hicieron imposible la supervivencia, seguramente por el frío extremo que además condicionaría una producción ínfima de las tierras de cultivo, asentándose su población en Genicera, con un microclima más agradable.
El hecho de que este lugar suela recibir el nombre erróneo de Collada de Valdeteja nos remite a la época de la creación de los ayuntamientos en la comarca de los Argüellos, donde cada ayuntamiento contaba con una collada y al no contar el de Valdeteja con ninguna, el Ayuntamiento de Cármenes permitió que se le denominase a dicho lugar como Collada de Valdeteja aunque de iure pertenecía al ayuntamiento carmeninese.
En cuanto a las referencias históricas de esta despoblación, ya encontramos referencias a finales del siglo X. Lo enclava concretamente de la siguiente manera:

[...] de dermino de aquouerzo et per illo laço usque in illa foce de Valle Viride et de illa penna de illas murias usque in illa penna de Coba de Bella [...]
[...] de término de Uvierzo y por el Sierro Lazo hasta la Hoz de Valverde y desde el Sierro de las Murias hasta la Peña de la Cubiella [...]
Archivo Histórico de la Catedral de León. Nº 587. Año 999

En concreto las murias que se mencionan corresponderían con los mojones antiguos para delimitar su territorio. Estos consistían en colocar una gran piedra y rodearla con otras piedras más pequeñas. En este caso, se conoce por la tradición oral de Genicera que existía uno que dividía este pueblo con el de Valverde, teniendo las piedras cada uno en dirección al pueblo con el que limitaban (las de Genicera mirando a Valverde y viceversa).
Del antiguo poblado de Uvierzo partía el Viejo Camino Real que conectaba toda la zona de La Mediana, correspondiéndose hoy en día con la carretera que conecta la Collada de Uvierzo con La Tercia hacia el Oeste y hacia Asturias por Collanzo hacia el Norte, pero al no realizar Asturias el arreglo impulsado por el Ministerio de Fomento  en 1912, este camino terminará por llegar a ninguna parte.
En torno a los siglos XIII y XVI aparecerá en cantidad de ocasiones esta antigua localidad, donde se menciona inmediatamente después de Sancto Thomas de Guinizera y dos lugares después, Sant Mames de Valverde. Concretamente, para referirse a Uvierzo, se dice en uno de los documentos del siglo XVI que "esta yerma" y que "non da nada", mostrándonos la clara evidencia que ya se encontraba despoblado en el siglo XVI. A pesar de esto, durante varias décadas más aparece mencionado en otros documentos del Archivo Histórico Diocesano de León. La que fue su iglesia parroquial aparecía como:

La hermita de Sante Estebano de Uguuerço
Archivo Histórico Diocesano de la Catedral de León. Fondo General, códices y manuscrito. Nº 13. Año 1527

La hermita de Santisteban de Obierço
Archivo Histórico Diocesano de la Catedral de León. Fondo General, códices y manuscrito. Nº 13. Año 1547

Heredades del Obispo en Ovierzo
Archivo Histórico Diocesano de la Catedral de León. Fondo General, códices y manuscrito. Año 1570

Rentas del Obispo en Ovierzo
Archivo Histórico Diocesano de la Catedral de León. Fondo General, códices y manuscrito. Año 1589

Igualmente, en uno de sus praderíos, el más extenso, se realizaría el Real Concejo del Arbolio. Solía recibir el nombre de Collada del Coto, un punto céntrico donde confluían los caminos de las tres tercias, además de que este pueblo podría considerarse un "mediador natural" por encontrarse en esta divisoria de aguas, una en dirección este y otra oeste. Así, sobre un gran canto rodado se situaban los jueces y el reo a modo de estrado, conservada la piedra hasta 1921, fecha en la que se trazó la primera carretera. Aparece mencionada varias ocasiones especialmente durante el siglo XVI, en documentos de Fernando IV o Juan II de León (I de Castilla):

Seyendo el Concello de Arvuello de todas tres las Tercias juntando enna Collada del Coto hu se suell fazer el Concello
 Año 1309

Sepan quantos esta carta de procuracion vieren como nos el Concejo e los omnes buenos de Arvuello, estando todos juntados en la cobllada del cobto, segunt que lo avemos de uso e de costumbre muy antigua de nos ayuntar en Concello general
 Último tercio del siglo XIV

El indicio de despoblamiento es su referencia a esta parroquia como ermita, pues es muy común que las iglesias parroquiales de despoblamientos pasen a ser ermitas en los pueblos a los que se anexionan.
Otra posible teoría de su despoblamiento se observa en una carta entregada por el rey Juan III de León en 1415 donde dona el real señorío de Los Argüellos al concejo de León y entre otras de sus razones, se dice que la situación es desastrosa, pues se cometen robos y muertes y hay grandes desórdenes, lo cual motiva que esta tierra se despueble. Se dice que esto ocurre «por ser la dicha tierra apartada e por no ser regida e governada en justiçia».
En el Catastro del Marqués de Ensenada se averigua este antiguo poblado como territorio de la iglesia donde se cita que:

[...] y las dos cargas de centeno que lleva el dicho Don Manuel Ravanal [canónigo en la Real Colegiata de Arbas] como beneficiado de San Esteban de Uvierzo, sito en este término
Catastro de Ensenada: Reino de León, copia de las respuestas generales del lugar de Genizera. Año 1753. (Aplicadas las respectivas correcciones gramaticales)

Se asegura en el pueblo que entre los restos que quedan de esta ermita, se encontró un cáliz que fue llevado al museo arqueológico de Asturias, y el campanil, el cual fue trasladado a la iglesia del pueblo de Genicera que más tarde, el cura de la zona se lo llevó a "paradero desconocido".

## Leyenda
Se dice que junto al pueblo de Los Casares había una ermita dedicada a San Esteban, pero esta en realidad era parte de un antiguo pueblo  desaparecido durante el siglo XV que recibía el nombre de San Esteban de Uvierzo.
Las leyendas ginata y garucha coinciden en el origen del fin de este pueblo, donde relatan que una salamandra intoxicó el agua al caer en una fuente y terminaría por morir la práctica mayoría de su población. Solo sobreviviría una anciana que iría a Genicera, motivo por el cual se explica cómo pasó a pertenecer este pueblo al territorio de Genicera limitando con Valverde del Curueño. En cambio, la leyenda vecina, cuenta que esa mujer se dirigiría a Valverde, pero unos arrieros que se dirigían a Genicera se animaron a acercarla y terminó en este lugar.

## Turismo

### Ruta de Uvierzo a Sancenas
| Distancia total | Tiempo estimado | Punto de salida    | Punto de llegada   | Desnivel | Dificultad | Época recomendada                                          |
| --------------- | --------------- | ------------------ | ------------------ | -------- | ---------- | ---------------------------------------------------------- |
| 7,5 km          | 3 h             | Collada de Uvierzo | Collada de Uvierzo | ±430 m   | Media      | Todo el año. Preferentemente días de poco sol y sin nieve. |

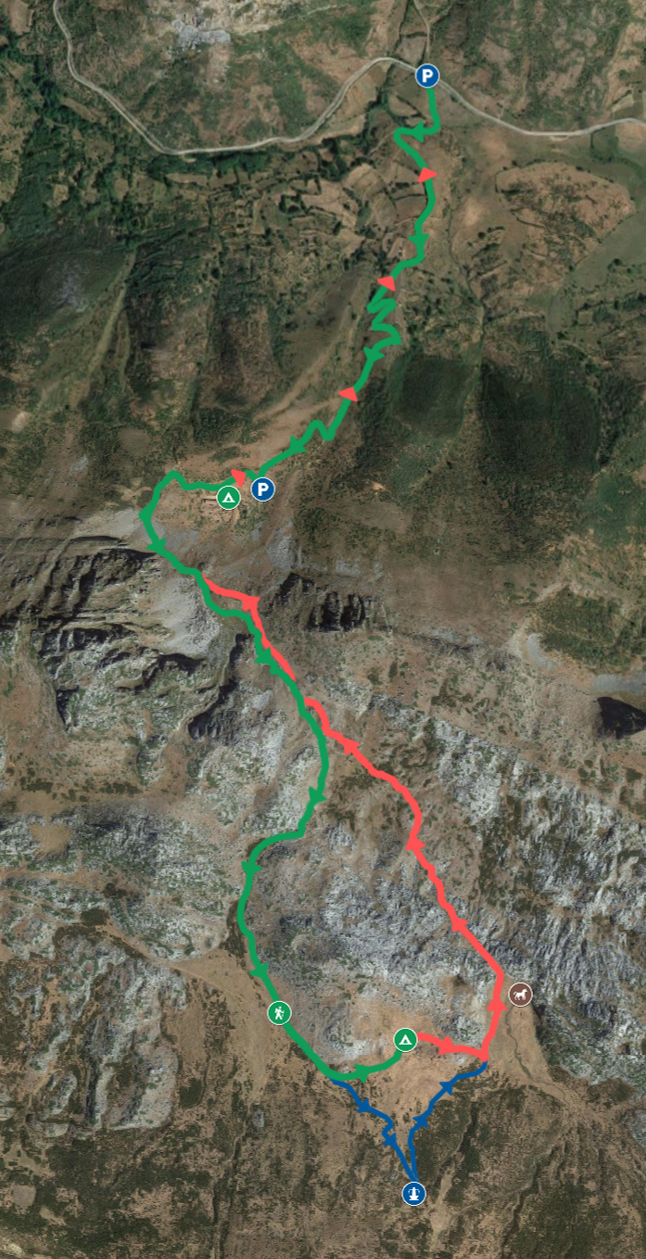
Ruta a la fuente de Sancenas.

Una antigua ruta de pastoreo que hoy se ha convertido en una ruta es el sendero que va desde la Collada de Uvierzo hasta el Puerto de Sancenas. Esta se inicia desde el llano que divide las cuencas del Curueño y del Valverdín hasta llegar a la choza de Fuenfría. Hasta entonces, se llega por un camino ascendente entre prados y continúa más adelante al borde de grandes calizas hasta Las Vizarreras, una extensa campa modelada por la erosión kárstica. Hacia el suroeste, una collada da paso a los amplios puertos de Sancenas y al oeste, otra collada conduce a la choza, y la ruta continúa hasta la Peña del Sumidero o Peña'l Sumidero ['peɲäl̪ su̟mi'ð̞eɾo̞], donde un pequeño arroyo desaparece para continuar su curso bajo tierra. Todo el territorio de Sancenas compone un área declarada de interés geológico provincial por la gran llanura que la compone marcada por la altura a la que se encuentra. Mantiene en verano un frío estival en días de poco sol y en invierno recibe grandes nevadas que impiden prácticamente el paso hacia la choza.
Saliéndose de la ruta unos 500m al sur desde la Fuente de Sancenas, se pueden observar en el Alto la Lomba  los tres mojones dividiendo los términos municipales.
Al inicio del tramo de descenso desde la Peña del Sumidero, se encuentran talladas sobre la roca tres cruces, hoy muy erosionadas, que dividen los territorios de Genicera con la localidad próxima de Valverde del Curueño
El regreso se emprende desde la collada de la Peña del Sumidero, pasando por la Vega de las Xistras que da paso de nuevo a Las Vizarreras. Desde allí, la ruta se dirige hasta el camino que desciende a Fuenfría para regresar sobre sus pasos a Uvierzo.